# Proddatur

Proddatur är en stad i delstaten Andhra Pradesh i Indien, och tillhör distriktet Y.S.R. Folkmängden uppgick till 162 717 invånare vid folkräkningen 2011, med förorter 217 786 invånare.